# Ямшинський Михайло Михайлович
Михайло Михайлович Ямшинський (нар. 1 січня 1977 в місті Скадовськ, Херсонська область) — український науковець у галузі ливарного виробництва. Доктор технічних наук, професор, завідувач кафедри ливарного виробництва Навчально-наукового інституту матеріалознавства та зварювання ім. Є.О. ПатонаНаціонального технічного університету України «Київський політехнічний інститут» ім. Ігоря Сікорського, академік АН ВШУ. 

## Життєпис
Закінчив Національний технічний університет України «Київський політехнічний інститут» (2002), Спеціальність - Ливарне виробництво чорних і кольорових металів. 
Навчався в аспірантурі 2002-2005, докторантурі 2012-2015. У 2005 захистив кандидатську дисертацію на тему «Ливарні жаростійкі сталі для виробів, що працюють в агресивних середовищах при температурах до 1250°С», у 2019 - докторську дисертацію на тему «Жаростійкі та зносостійкі ливарні сплави на основі заліза для роботи в екстремальних умовах». 
У 2002-2007 працював асистентом кафедри Ливарного виробництва чорних і кольорових металів, у 2007-2012 — доцентом кафедри Ливарного виробництва чорних і кольорових металів, з 2015-2016 доцентом  кафедри Ливарного виробництва, з 2016 - в.о. завідувача кафедри Ливарного виробництва, з 2022 і дотепер - завідувач кафедри Ливарного виробництва. Вчене звання — доцент кафедри ливарного виробництва чорних і кольорових металів (з 2009), професор кафедри ливарного виробництва (з 2023).

## Наукова і педагогічна діяльність
Автор однієї монографії, двох підручників, двох навчальних посібників, понад 100 публікацій.
Підготував трьох кандидатів технічних наук.
Основні курси: Сталеве литво, Автоматизація виробничих процесів, виробництво виливків із сталей, проєктування технологічних відділень.
Член редакційної колегії журналу «Процеси лиття». 
Член спеціалізованої вченої ради Д 26.002.12, член Науково-методичної комісії з вищої або фахової передвищої освіти МОН, Експерт з акредитації в НАЗЯВО.
- Проектування ливарних цехів. Ч.1:підручник / Г. Є. Федоров, М. М. Ямшинський, В. Г. Могилатенко та ін. - К.:НТУУ"КПІ". – 2011. – 588 с.
- Проектування ливарних цехів. Ч2:підручник/Г. Є. Федоров, М. М. Ямшинський, В. Г. Могилатенко та ін. - К.:НТУУ"КПІ". – 2011. – 588 с.
- Теоретичні основи ливарного виробництва Навчальний посібник / В. Г. Могилатенко, О. І. Пономаренко, М. М. Ямшинський, В. М. Дроб’язко, А. С. Кочешков. – Харків, НТУ «ХПІ». – 2011. –288 с.
- Лютий, Р. В. Теоретичні основи ливарних процесів [Електронний ресурс] : підручник для здобувачів вищої освіти, які навчаються за спеціальністю 136 «Металургія» / Р. В. Лютий, М. М. Ямшинський, А. С. Кочешков ; КПІ ім. Ігоря Сікорського. – Електронні текстові дані (1 файл: 7,42 Мбайт). – Київ : КПІ ім. Ігоря Сікорського, Вид-во «Політехніка», 2024. – 335 с.

## Громадська діяльність
Член Асоціації ливарників України.
Академік Академії наук вищої школи України за науковим відділенням металургії (з 2021).